# Epitonioidea
Epitonioidea zijn een superfamilie van weekdieren uit de klasse van de Gastropoda (slakken).

## Taxonomie
De volgende taxa families zijn bij de superfamilie ingedeeld:
- Epitoniidae Berry, 1910 (1812)
  - = Scalidae H. Adams & A. Adams, 1853
- Janthinidae Lamarck, 1822
  - = Ianthinidae
- Nystiellidae Clench & Turner, 1952